# Tessa Noël
Tessa Noël es un personaje ficticio en la serie de televisión Highlander, es una mortal, artista y escultora, Tessa es la amante francesa del protagonista, Duncan MacLeod, El personaje aparece por primera vez en el episodio piloto, estrenado en 1992, y aparece en todos los episodios posteriores hasta el cuarto episodio de la segunda temporada, en la que esta muere. Es interpretado por la actriz Belga Alexandra Vandernoot.
Tessa es compañera mortal, MacLeod y asume las consecuencias de su inmortalidad. Estos incluyen que ella envejezca, mientras que él no lo hace, la imposibilidad de tener hijos en común y los peligros de la participación de MacLeod en el juego, una batalla en curso en el que todos los inmortales deben decapitar a otros hasta que el vencedor solo sea uno. Plenamente consciente de esta situación, Tessa se queda con MacLeod, lo que demuestra su valentía, comprensión, generosidad y compasión.

## Biografía del personaje
Tessa nació el 28 de agosto de 1958 en Lille, Francia. Cuando tenía siete años, se enamoró por primera vez del joven que para entonces tenía diecinueve años de edad Alan Rothwood. Tessa recuerda en que estaba "destrozada" cuando terminó sus estudios y abandonó el país.  Ella recordó que en su primera fiesta de Navidad en el salón de la casa de Alan, "no podía creer que algo fuera tan hermoso”.  Tessa menciona, que fue educada en la Sorbona en París, Francia
Primer encuentro de Tessa con MacLeod se muestra en una secuencia de flashback. Ella había dejado recientemente de la Sorbona y fue a trabajar como artista y la producción de giras del río Sena en París.  En mayo de 1980,  para escapar del Inmortal Christoph Kuyler , que trataba de cortarle la cabeza, MacLeod saltó al barco en que Tessa estaba trabajando, y la sedujo a ella para poder permanecer a bordo. Otra escena de flashback en el episodio "Parte falsas de dos", muestra cómo MacLeod reveló su inmortalidad a Tessa. El 1 de abril de 1983, MacLeod hizo que Tessa le diera un disparo en el pecho ya que Tessa no creía en la inmortalidad de Duncan , después que volvió en sí, MacLeod le reveló que es un inmortal, que no puede envejecer o engendrar hijos, pero no mencionó el juego. MacLeod esperaba que Tessa mostrara disgusto o miedo, sin embargo por el contrario Tessa expresó su compasión y tristeza por su soledad. Como Tessa sigue sin conocer el juego, de vez en cuando MacLeod lucha con otros Inmortales sin que ella sepa de esto.